# Cowen
Cowen és una població dels Estats Units a l'estat de Virgínia de l'Oest. Segons el cens del 2000 tenia 513 habitants.

## Demografia
Segons el cens del 2000, Cowen tenia 513 habitants, 224 habitatges, i 148 famílies. La densitat de població era de 314,4 habitants per km².
Dels 224 habitatges en un 29,9% hi vivien nens de menys de 18 anys, en un 49,1% hi vivien parelles casades, en un 12,5% dones solteres, i en un 33,5% no eren unitats familiars. En el 29,5% dels habitatges hi vivien persones soles el 14,3% de les quals corresponia a persones de 65 anys o més que vivien soles. El nombre mitjà de persones vivint en cada habitatge era de 2,29 i el nombre mitjà de persones que vivien en cada família era de 2,8.
Per edats la població es repartia de la següent manera: un 23,4% tenia menys de 18 anys, un 8,2% entre 18 i 24, un 25,5% entre 25 i 44, un 26,7% de 45 a 60 i un 16,2% 65 anys o més.
L'edat mediana era de 40 anys. Per cada 100 dones de 18 o més anys hi havia 83,6 homes.
La renda mediana per habitatge era de 21.250 $ i la renda mediana per família de 30.147 $. Els homes tenien una renda mediana de 26.389 $ mentre que les dones 15.139 $. La renda per capita de la població era de 10.893 $. Entorn del 19,1% de les famílies i el 27% de la població estaven per davall del llindar de pobresa.

## Poblacions més properes
El següent diagrama mostra les poblacions més properes.